# Ricardo Antonio Chavira
Ricardo Antonio Chavira (San Antonio, Teksas, 1. rujna 1971.), američki glumac.

## Zanimljivosti
- meksičkog, irskog i njemačkog je podrijetla.
- sa suprugom Marcelom Dietzel ima sina Tomasa (2003.) i kćer Belen Elysabeth (2008.)
- pohađao je sveučilište u San Antonio, Teksas.
- uz kolegu, Jamesa Dentona, pomaže organizaciji za sprječavanje raka dojke. Naime, od te je bolesti u 43-oj godini života preminula Ricardova majka, Elizabeth Ries Chavira.

## Filmografija

### Televizijske uloge
- "Kućanice" (Desperate Housewives) kao Carlos Solis (2004. - danas)
- "Monk" kao Jimmy Belmont (2007.; 2008.)
- "George Lopez" kao Victor (2005.)
- "JAG" kao kapetan Rapaport (2001.; 2003.;)
- "Dodir s neba" (Joan of Arcadia) kao Eddie Fosberg (2003.)
- "The Division" kao Bernard (2002.)
- "Dva metra pod zemljom" (Six Feet Under) kao Ramon (2002.)
- "24 sata" kao Bundy (2002.)
- "The Grubbs" kao trener Garra (2002.)
- "Philly" kao Eddie Price (2001.)
- "Newyorški plavci" (NYPD Blue) kao Kenny Sotomayor (2001.)

### Filmske uloge
- "Piranha 3-D" (2010.)
- "Don't Let Me Drown" kao Dionisio (2009.)
- "Saving God" kao Danny Christopher (2008.)
- "Days of Wrath" kao Romeros (2008.)
- "Ball Don't Lie" kao Ruben (2008.)
- "Chasing 3000" kao Dr. Boogie (2008.)
- "Rockaway" kao Dave (2007.)
- "Kings of South Beach" kao Enrique (2007.)
- "Cosmic Radio" kao Vasquez (2007.)
- "Rockaway" kao Dave (2007.)
- "Chasing 3000" kao doktor Boogie (2006.)
- "The Alamo" kao Gregorio Esparza (2004.)
- "Boris" kao Frank (2002.)
- "Barstow 2008" kao Guaco (2001.)
- "Asi sucede en los pueblos" (1987.)
- "De Vaqueros, aventuras y mas cosas" (1987.)

## Vanjske poveznice
- Ricardo Chavira u internetskoj bazi filmova IMDb-u (engl.)
- Get Desperate!  Arhivirana inačica izvorne stranice od 9. prosinca 2006. (Wayback Machine)
- službena web stranica  Arhivirana inačica izvorne stranice od 14. lipnja 2006. (Wayback Machine)
- članak o Ricardovoj predanosti u vezi sprečavanja raka dojke  Arhivirana inačica izvorne stranice od 13. prosinca 2006. (Wayback Machine)